# ۳۹ بره
۳۹ بره یک ستاره است که در صورت فلکی برج حمل قرار دارد.